# Flugunfall der Aeronica auf Grönland
Der Flugunfall der Aeronica auf Grönland ereignete sich am 20. April 1985. Eine Fokker F27-100 der Fluggesellschaft Aeronica aus Nicaragua mit fünf Besatzungsmitgliedern an Bord, mit der ein interkontinentaler Überführungsflug geflogen wurde, kollidierte an diesem Tag mit dem Grönländischen Eisschild. Bei dem Unfall kamen zwei der fünf Besatzungsmitglieder ums Leben.

## Flugzeug
Das Flugzeug war eine Fokker F27-100 mit der Werksnummer 10118, die 1959 im Werk von Fokker in Schiphol gebaut wurde. Die Maschine wurde mit dem Testkennzeichen PH-FAN auf den Hersteller zugelassen und absolvierte ihren Erstflug am 9. April 1959. Am 6. Mai 1959 wurde die Maschine an die Aer Lingus ausliefert und bei dieser mit dem Luftfahrzeugkennzeichen EI-AKF und dem Taufnamen St. Finian / Finghin in Betrieb genommen. Im Januar 1966 ging die Maschine an den Hersteller zurück und wurde als PH-FSA auf diesen wiederzugelassen. Noch im gleichen Monat wurde die Maschine an die New Zealand National Airways Corporation ausgeliefert und ging bei dieser als ZK-NAA in Betrieb. Nach einer Fusion mit der Air New Zealand war letztere ab April 1974 der neue Betreiber der Maschine. Ab März 1983 war die Fokker bei der Tunisavia mit dem Kennzeichen TS-LVB in Einsatz, im Jahr 1984 wurde sie bei der Maldives International Airlines als 8Q-CA002 in Betrieb genommen. Anschließend war ein Einsatz bei den Luftstreitkräften der Demokratischen Volksrepublik Jemen mit dem militärischen Luftfahrzeugkennzeichen 204 geplant, die Maschine ging bei diesen jedoch nicht in Betrieb. Die zu diesem Punkt im Nordjemen lagernde Maschine wurde schließlich an die Aeronica aus Nicaragua verkauft und für die Überführung nach Mittelamerika mit einem zusätzlichen Tanksystem und dem Kennzeichen YN-BZF versehen. Das zweimotorige Kurzstreckenflugzeug war mit zwei Turboproptriebwerken des Typs Rolls-Royce Dart 528 ausgestattet. Bis zum Zeitpunkt des Unfalls hatte die Maschine 45.225 Betriebsstunden absolviert, auf die 58.384 Starts und Landungen entfielen.
Die Maschine sollte in Nicaragua zur Pilotenausbildung sowie für Flüge zwischen der Hauptstadt Managua und der Atlantikküste eingesetzt werden. Die Frage, weshalb die Maschine in so weiter Ferne gekauft wurde, erklärte ein Sprecher der Aeronica mit dem günstigen Kaufpreis.

## Insassen
An Bord der Maschine befand sich lediglich eine fünfköpfige Besatzung, wobei sich die verschiedenen Besatzungsmitglieder auf der langen Flugstrecke abwechseln sollten, um die Betriebsvorschriften hinsichtlich Ruhezeiten einzuhalten. Unter den Besatzungsmitgliedern befanden sich ein US-Amerikaner, ein Inder, ein Filipino, ein Jordanier und ein Israeli.

## Unfallhergang
Die Maschine wurde durch die Aeronica erworben und befand sich auf einem Überführungsflug von Nordjemen nach Nicaragua. Zur Erhöhung der Reichweite des zu überführenden Kurzstreckenflugzeugs waren in der Kabine zwei zusätzliche Kraftstofftanks mit einer Kapazität von 200 Gallonen montiert. Die Maschine wurde am 11. April 1985 von Sanaa über Dschidda und Kairo nach Athen geflogen. Der Überführungsflug wurde ab dem 19. April 1985 fortgesetzt, dabei wurde die Maschine von Athen über Genua nach Glasgow geflogen.
Am 20. April 1985 wurde der Flug von Glasgow über Stornoway nach Reykjavík fortgesetzt, wo die Maschine um 15:48 Uhr eintraf. Da die Besatzung auf dem vorangegangenen Flugabschnitt keinen Treibstoff aus dem zusätzlichen Tanksystem beziehen konnte, überprüfte sie das System während des Aufenthaltes in Reykjavík und stellte dabei fest, dass das System funktionsfähig war. Eine zusätzliche Überprüfung wurde von erfahrenen isländischen Bodeningenieuren vorgenommen. Nach Meinung der Bodeningenieure sah das Hilfskraftstoffsystem „nicht sehr professionell“ aus, die Männer „hatten das Gefühl, dass die Besatzung nicht wusste, wie sie es bedienen soll“. Die Bodeningenieure erklärten der Besatzung der Fokker nochmals die Wirkweise des Zusatztanksystems und führten einen Probelauf desselben im Bodenbetrieb durch, um die Funktionsfähigkeit des Tanksystems zu prüfen.
Nach Erhalt der Wetterinformationen und der Startfreigabe durch die Flugsicherung hob die Maschine um 17:21 Uhr in Richtung der Sondrestrom Air Base (des heutigen Flughafens Kangerlussuaq) ab. Um 18:32 Uhr übermittelte der verantwortliche Pilot eine Nachricht an die isländische Flugsicherung. Er bat dabei den diensthabenden Fluglotsen, den isländischen Bodentechnikern den Dank der Besatzung auszusprechen. Er äußerte, dass das zusätzliche Tanksystem ordnungsgemäß funktioniere. Um 19:35 Uhr wurde Kulusuk überflogen. Während des Fluges von Island nach Grönland meldete die Besatzung, dass wieder Probleme beim Beziehen von Treibstoff aus dem Zusatztanksystem aufgetreten seien. Um 19:50 Uhr, ungefähr 50 Seemeilen westlich von Kulusuk, berichtete die Besatzung der Radarstation BIG GUN von Kraftstoffproblemen. Die Piloten hatten festgestellt, dass das Umpumpen des Treibstoffs aus dem zusätzlichen Tanksystem doch nicht funktionierte. Da sich die verfügbaren Kraftstoffreserven durch dieses Problem reduzierten, beschlossen die Piloten, zum Flughafen Kulusuk umzukehren. Da sich die Wetterbedingungen in der Zwischenzeit deutlich verschlechterten, konnten die Piloten den Flughafen nicht finden. Die Maschine kehrte daraufhin nach Westen um, um eine Notlandung bei der Radarstation SOB STORY durchzuführen. Im Anflug ging 50 Kilometer östlich der Radarstation die Kontrolle über die Maschine verloren, die Fokker kollidierte daraufhin mit dem Grönländischen Eisschild, auf dem sie notlanden sollte.

## Rettungsaktion
Nach dem Unfall rückte ein mit Landekufen versehenes Transportflugzeug vom Typ Lockheed C-130 Hercules der Air National Guard gegen 20:00 Uhr aus, um nach der Absturzstelle zu suchen, konnte diese in der Dunkelheit jedoch nicht finden. Die Besatzung des Rettungsflugzeugs befand sich auf einer Transportmission, um Treibstoff von der Sondrestrom Air Base an verschiedene Radarstationen auszuliefern, als sie die Anfrage erhielt, sich bei dem Rettungseinsatz zu beteiligen. Am nächsten Morgen, gegen 04:15 Uhr rückten zwei Transportflugzeuge des Typ Lockheed C-130 Hercules aus und suchten erneut nach der Maschine. Die Rettungsmannschaften fanden die Unfallstelle, als sie einen Mann auf dem Eis erblickten, der den Rettungstrupps mit seinem Hemd zuwinkte. Die Trümmerspur war geradlinig. Das philippinische Besatzungsmitglied war bei dem Aufprall ums Leben gekommen, das jordanische Besatzungsmitglied starb später in der Kälte an seinen Verletzungen. Die Temperaturen am Eisschild hatten in der Nacht −13 °C betragen. Das Rettungsflugzeug barg die verletzten Besatzungsmitglieder. Die Verletzten wurden zur Sondrestrom Air Base gebracht und von dort aus in Krankenhäuser transportiert. Das israelische Besatzungsmitglied, das wegen seiner schwereren Verletzungen auf mehr medizinische Hilfe angewiesen war, wurde nach Kopenhagen geflogen.

## Ursachen
Die von der dänischen Flugunfalluntersuchungsbehörde geführte Untersuchung des Zwischenfalls ergab den Befund, dass die Besatzung für den Flug ordnungsgemäß zertifiziert war. Nach Angaben der Besatzung funktionierten die Flugzeugbaugruppen mit Ausnahme des Flugdatenschreibers und des elektrischen Enteisungssystems für die rechte Frontscheibe des Cockpits normal, was auch durch die Untersuchung vor Ort bestätigt werden konnte. Das Zusatztanksystem funktionierte nicht ordnungsgemäß. Die Ursache hierfür konnte nicht endgültig geklärt werden. Die Besatzung hatte keine ordnungsgemäße Funktionsprüfung des Hilfskraftstoffsystems in der Luft durchgeführt, um vor seinem Einsatz sicherzustellen, dass dieses verfügbar war. Die Ermittler waren der Meinung, dass die für den Überführungsflug festgelegten Verfahren eine erhebliche Rolle bei dem Unfall gespielt hatten. Als beitragender Faktor wurden die schlechte Sicht während des nächtlichen Anflugs und der Mangel an visuellen Referenzpunkten in der unbesiedelten Gegend entlang der Strecke sowie die daraus resultierende schwierige Einschätzbarkeit der Geländebeschaffenheit durch die Besatzung der Maschine festgestellt. In diesem Zusammenhang hätten auch die schwierigen Wetterbedingungen in der Region eine erhebliche Rolle gespielt.